# Jacob Heinrich Laspeyres
Pour les articles homonymes, voir Laspeyres.
Jacob Heinrich Laspeyres (né le 9 avril 1769 à Berlin, mort le 28 novembre 1809 à Berlin) est un entomologiste prussien spécialiste des lépidoptères. Sa collection de lépidoptères se trouve au musée d'histoire naturelle de Berlin. Le nom du genre Laspeyresia a été créé en son honneur.
Il a été nommé bourgmestre de Berlin.